# Percy Wilson
Percy Wilson (* 1879-1944) fue un botánico estadounidense.
Fue investigador en el Jardín Botánico de Nueva York, y asociado con Nathaniel Lord Britton, fundador de dicho Centro.
- La abreviatura «P.Wilson» se emplea para indicar a Percy Wilson como autoridad en la descripción y clasificación científica de los vegetales.[1]